# Baksanionok
Baksanionok (ros. Баксанёнок) – wieś w Rosji, w Kabardo-Bałkarii, w rejonie baksańskim. W 2010 liczyła 7220 mieszkańców.